# Jaroslav Šváb
Jaroslav Šváb (24. května 1906 Hodonín – 16. května 1999 Praha) byl český grafik a ilustrátor.

## Život
Vzdělání získal v letech 1925–1931 na Uměleckoprůmyslové škole v Praze u Františka Kysely a Jaroslava Bendy. V letech 1939–1948 vedl v grafickou školu Officina Pragensis, kterou založil Hugo Steiner-Prag. Jeho žáky zde byli například Libor Fára, Adriena Šimotová nebo Václav Bláha.
Ve 30. letech spolupracoval s Pražskou průmyslovou tiskárnou, kterou vedl Method Kaláb.

## Tvorba
Ve své tvorbě se zabýval většinou aspektů knižního umění, zejména tvorbou knižních obálek, knižních vazeb, ale také tvorbou plakátů. Knižní obálky s jednoduchýn geometrickým členěním a ve 3 kontrastních barvách ve stylu konstruktivismu a minimalismu vytvářel nejčastěji pro nakladatelství Mladá fronta a SNKLHU a Odeon.
Kromě toho se zabýval knižní grafikou s krajinářskými motivy.
Byl člen SČUG Hollar, s nímž pravidelně vystavoval. Od roku 1964 se účastnil Bienále užité grafiky v Brně. Od roku 1966 byl zasloužilým umělcem.